# David Baker-Gabb
David John Baker-Gabb ist ein neuseeländischer Ornithologe. Er wurde vor allem durch seine Arbeiten über australische Greifvögel und die Vogelwelt Australiens, Neuseelands und Ozeaniens bekannt. Zudem fungierte er von 1993 bis 1997 als Direktor der Royal Australasian Ornithologists Union.

## Werdegang

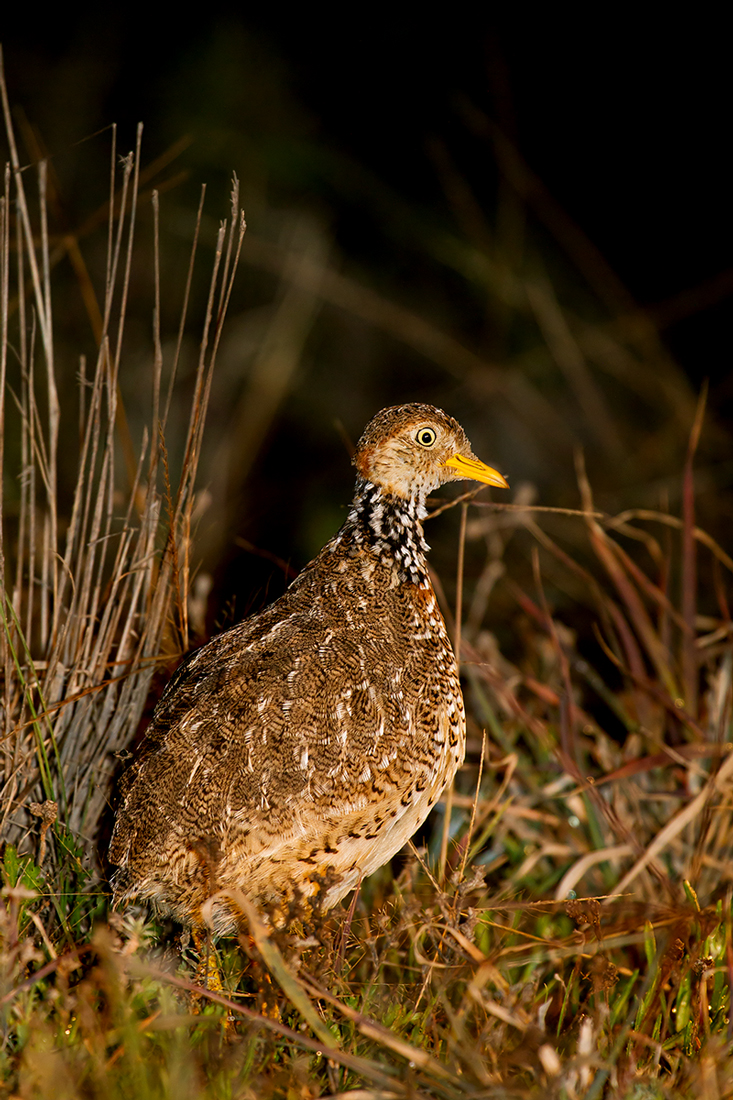
Mit seinen Studien über den Steppenläufer leistete Baker-Gabb einen wichtigen Beitrag zur Erforschung der australischen Vogelwelt.

Baker-Gabb studierte Landwirtschaft und Biologie an der Massey University in Wellington, wo er 1979 mit dem Master of Science abschloss; in seiner Master-Arbeit beschäftigte er sich mit der Sumpfweihe. Anschließend ging er an die Monash University in Melbourne, wo er mit einer weiteren Arbeit über die Sumpfweihe, die Fleckenweihe und andere australische Greifvögel den Doktorgrad erlangte.
In der Folge widmete er sich von 1984 bis 1987 der Erforschung und dem Arterhalt des Steppenläufers. Zwischen 1988 und 1989 erforschte er die Lebensweise des Fuchshabichts im Northern Territory, bevor er 1990 zum Direktor des Departments für Umwelt und Naturschutz von Victoria ernannt wurde, als der er bis 1992 fungierte.
Ab 1993 amtierte Baker-Gabb als Präsident der Royal Australasian Ornithologists Union; in seine Amtszeit fiel unter anderem die Einrichtung des Gluepot-Reservats in South Australia. Nach 1997 wandte sich Baker-Gabb verstärkt dem Umweltschutz zu, gründete ein Unternehmen zur Beratung in Naturschutzfragen und koordinierte ein Programm zur Erhaltung des Steppenläufers.

## Familie
David Baker-Gabb ist seit 1981 mit der Ökologin Julie Catherine Fitzherbert verheiratet, die das Handbook of the Birds of Australia, New Zealand and the Antarctic mitgestaltete. Die beiden haben zwei Kinder.

## Werke (Auswahl)
- Aspects of the biology of the Australasian harrier (Circus aeruginosus approximans Peale 1848): a thesis presented for the degree of Master of Science by thesis only in Zoology at Massey University. 1978
- Comparative ecology and behaviour of swamp harriers circus approximans, spotted harriers C. assimilis and other raptors in Australia and New Zealand. 1982
- Relative abundance, distribution and seasonal movements of Australian falconiformes 1986-1990. 1999
- Managing native grasslands to maintain biodiversity and conserve the plains-wanderer. 1993
- The Black-Eared Miner: A Decade of Recovery. 2008

## Verweise